# 京王デヤ901・902形電車
京王デヤ901・902形電車（けいおうでや901・902がたでんしゃ）は、2015年（平成27年）にデヤ901形、デヤ902形各1両が製造された京王電鉄の事業用電車である。クヤ900形電車、チキ290形貨車の牽引にあたっていたデワ600形の置換用として導入され、9000系をベースに営業用車両で実績のある機器が採用されている。

## 概要
1977年（昭和52年）に製造された6000系から2004年（平成16年）に改造されたデワ600形は、改造以来クヤ900形電車・チキ290形貨車の牽引用として使用されてきたが、母体となった6000系が2011年（平成23年）に全廃され、交換部品の調達が困難となったこと、京王で唯一の直流電動機使用車両となり、故障のリスクが高くなってきたこと、京王最後の普通鋼製車体で老朽化が進んでいることから、9000系をベースとしたステンレス製車体、VVVFインバータ制御の新製車両で置き換えることとなった。デヤ901が新宿向き、デヤ902が京王八王子向きの片運転台式制御電動車で、全電動車の2両編成だが、1両単独で走行できるようすべての機器がそれぞれに搭載された。降雪時に除雪作業を行うため先頭台車には排雪板が設けられている。

## 車体
車体は9000系をベースとしたステンレス製全長20メートル、各側面に4箇所両開きの扉が設けられている。
前面は、旅客車両との識別と、夜間の視認性向上のため黄色に塗装され、側面にはクヤ900形との一体感を出すため帯状のラッピングが貼られている。床下に搭載できなかったブレーキ制御装置、空気タンク、蓄電池などが車内に搭載された。
中間連結面部分には各車両8名分の座席が設置されている。座席部分以外はすべて固定窓で、カーテンが設置された。旅客車同様に三菱電機製CU711D空調装置 (58.14 kW) が屋根上に搭載されたが、暖房装置は運転室にのみの設置とされた。
運転室は9000系とほぼ同様の構造である。

## 主要機器

### 主制御装置・主電動機
IGBTを用いたVVVFインバータ制御が採用され、1つの主制御装置で電動車2両1ユニット、4個の主電動機を制御するが、2個ずつ解放可能な2群構成とされた日立製作所製VFI-HR2415Kが採用された。
主電動機は出力170 kW・定格電圧1,100 V・電流115 Aのかご形三相誘導電動機、日立製EFO-K60が採用され、歯車比は85:14である。制動装置は回生ブレーキ併用電気指令式空気ブレーキが採用された。

### 台車

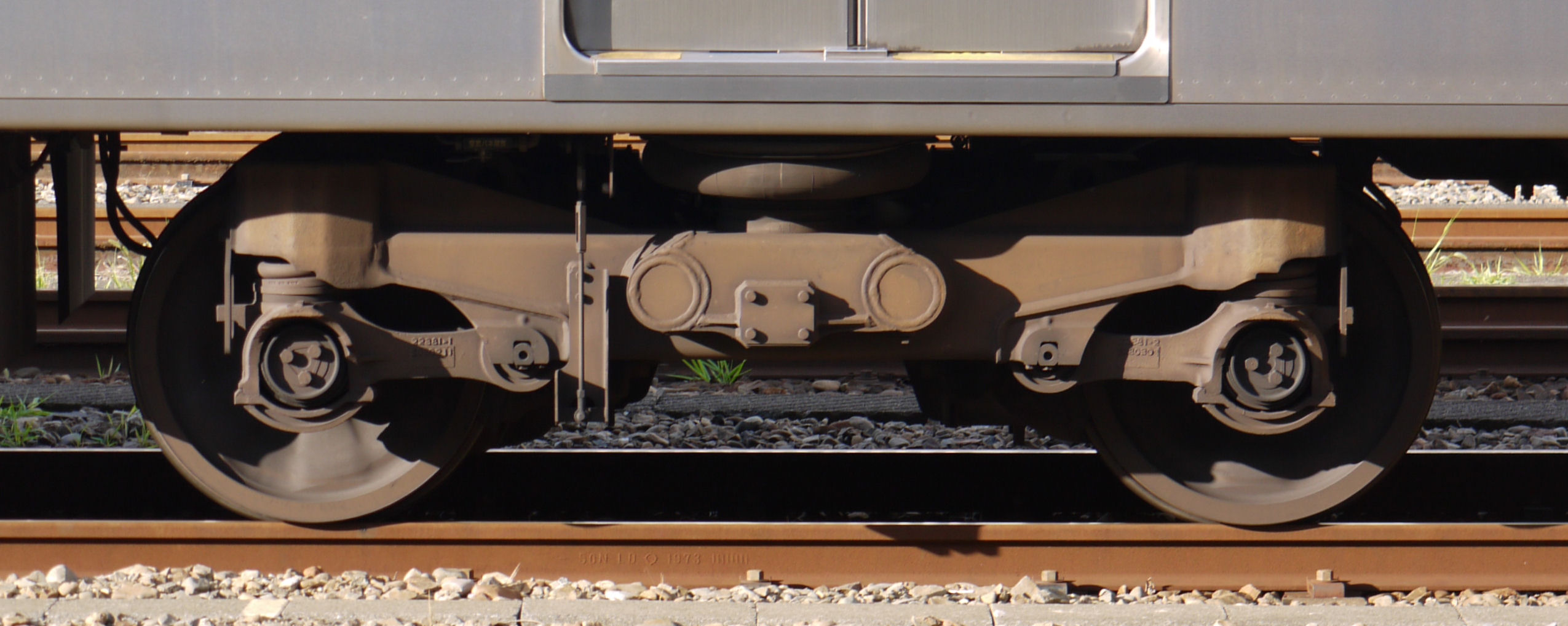
TS-1017台車

9000系と同一の総合車両製作所製軸梁式軸箱支持ボルスタレス空気ばねのTS-1017台車（固定軸距2,200 mm、車輪経860 mm）が採用されたが、先頭台車には排雪板が取り付けられたため、形式がTS-1017Aに変更されている。

### 集電装置
東洋電機製造製PT-7110-Fシングルアームパンタグラフが各車両の京王八王子方に搭載された。デヤ902のパンタグラフは架線への追従性を考慮し、反転して取り付けられている。

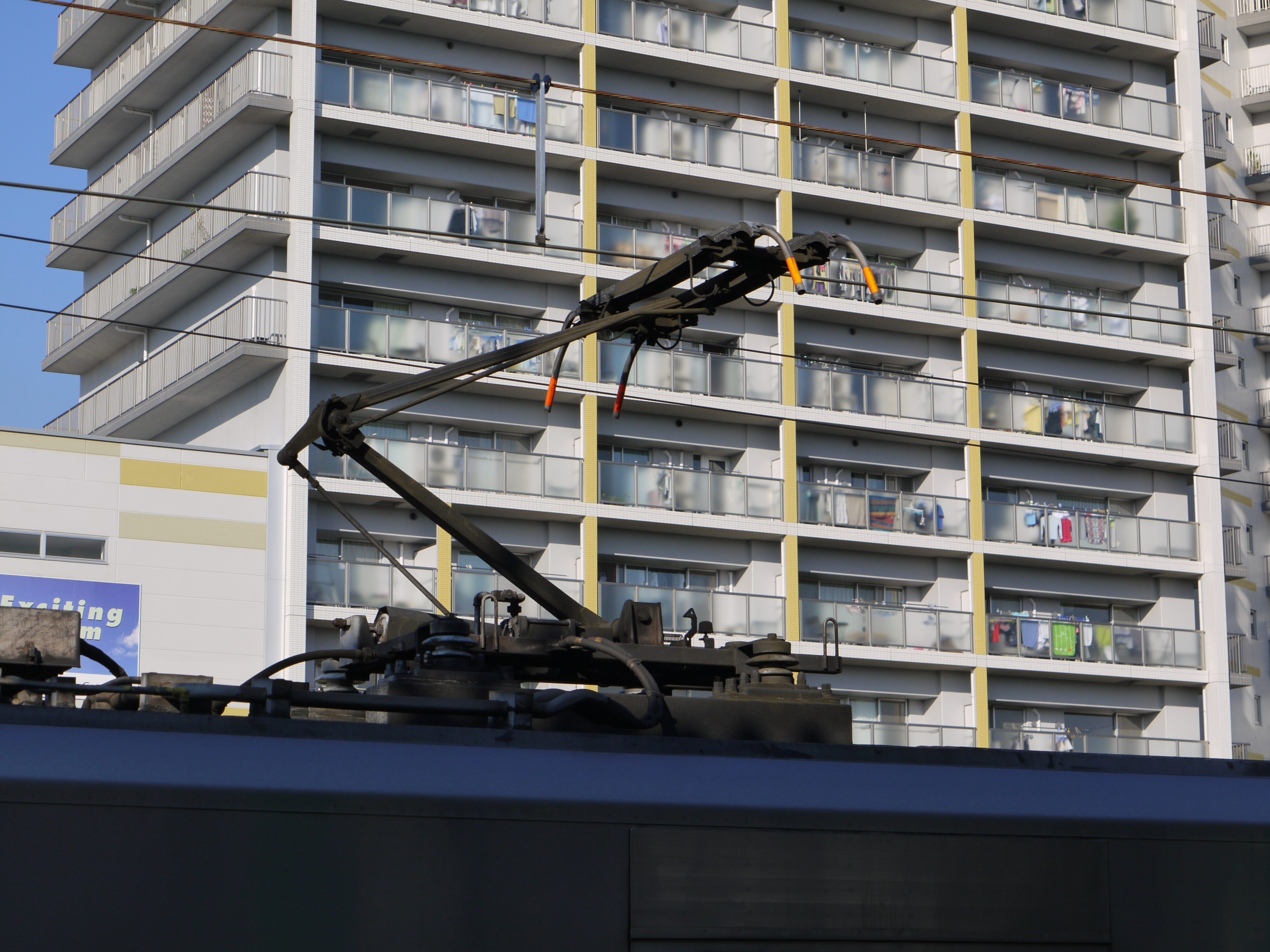
PT-7110パンタグラフ

### 補助電源装置・空気圧縮機
出力170 kVAの東芝製INV153-G0静止形インバータ (SIV)、毎分吐出容量1,067リットル (L/min) の三菱電機製スクロール式電動空気圧縮機MBU1100Y-4が各車両に搭載された。

## 編成・運用
|          | ← 新宿京王八王子 →  | ← 新宿京王八王子 →  | 竣工時期  |
| 形式     | デヤ901             | デヤ902             | 竣工時期  |
| 区分     | Mc1                 | Mc2                 | 竣工時期  |
| 車両番号 | 901                 | 902                 | 2015年9月 |
| 搭載機器 | CON・PT SIV・CP・PT | CON・PT SIV・CP・PT |           |

デヤ901とデヤ902の間に、検測用のクヤ900形を2両目に、地下駅への電気設備の輸送に使用される運搬車サヤ912形を3両目に挟んで、4両編成で運用される。降雪時に除雪列車として運転される予定となっている。
|          | ← 新宿京王八王子 → |         |         |         |
| 形式     | デヤ901            | クヤ900 | サヤ912 | デヤ902 |
| 車両番号 | 901                | 911     | 912     | 902     |

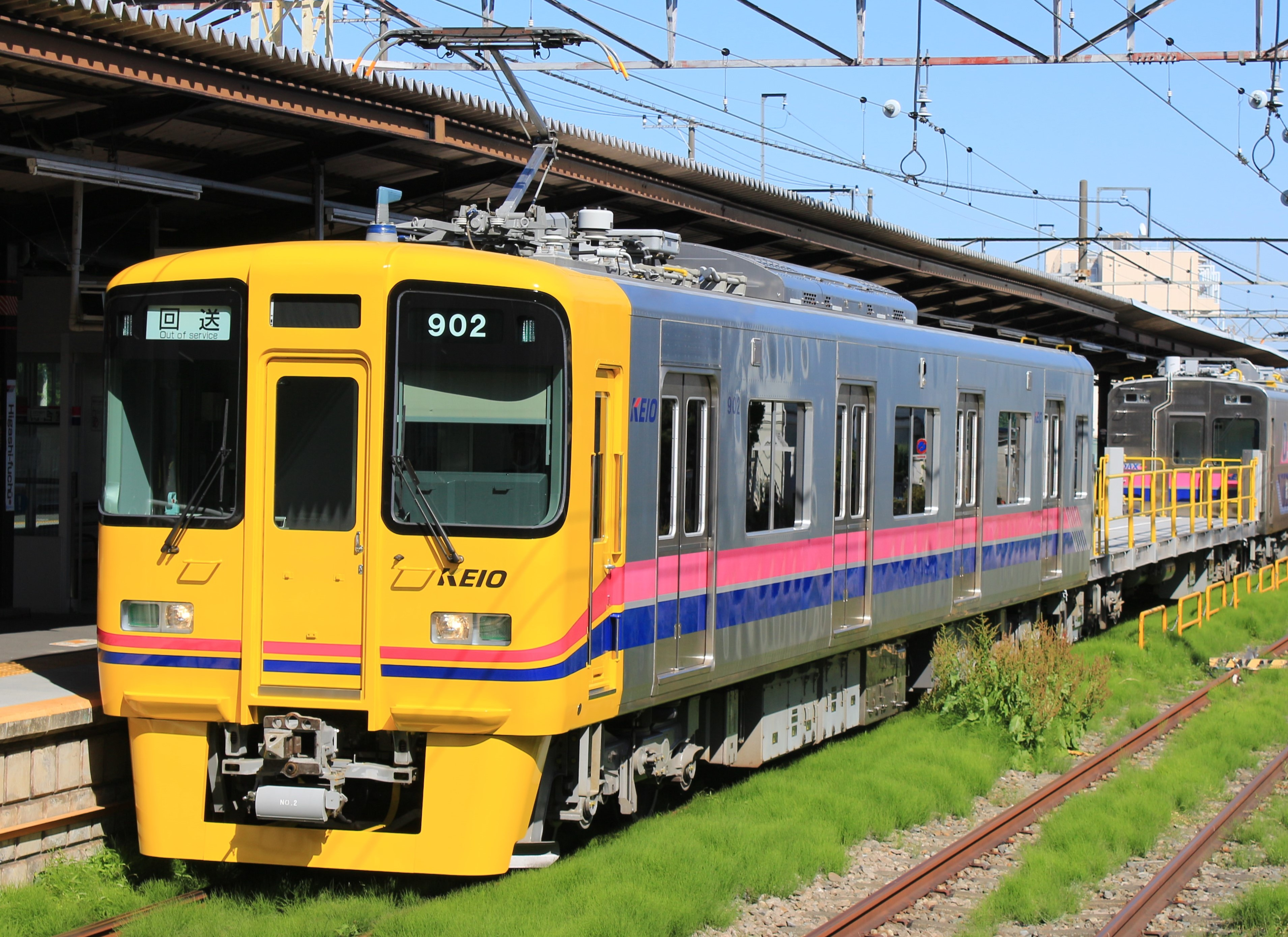
デヤ902
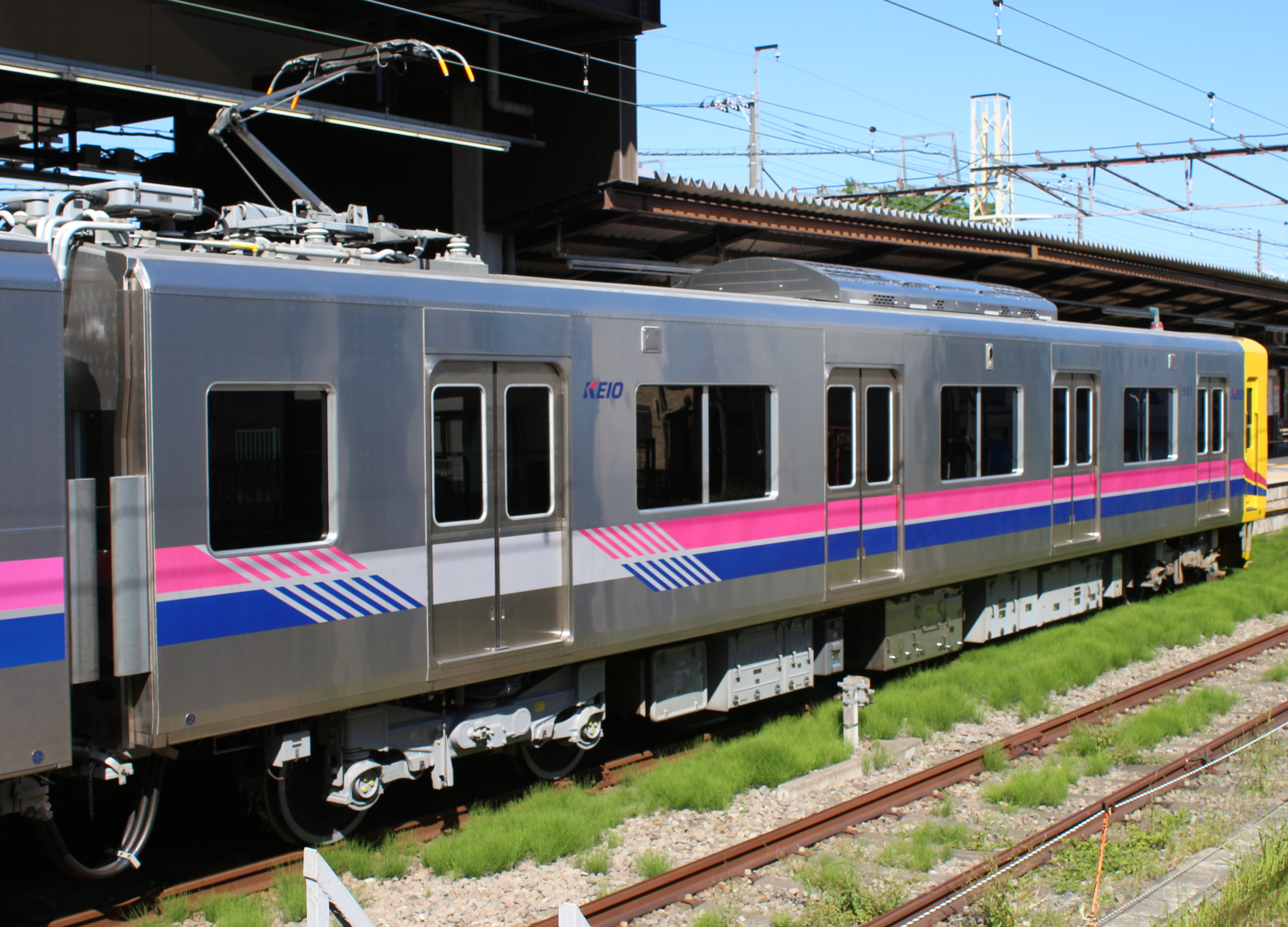
デヤ901